# Hệ vách
Hệ vách (curtain wall) là hệ bao phủ bên ngoài của tòa nhà, trong đó các bức tường bên ngoài không có cấu trúc. Nó chỉ đơn thuần là môi trường duy trì và bảo vệ con người trong tòa nhà đó.

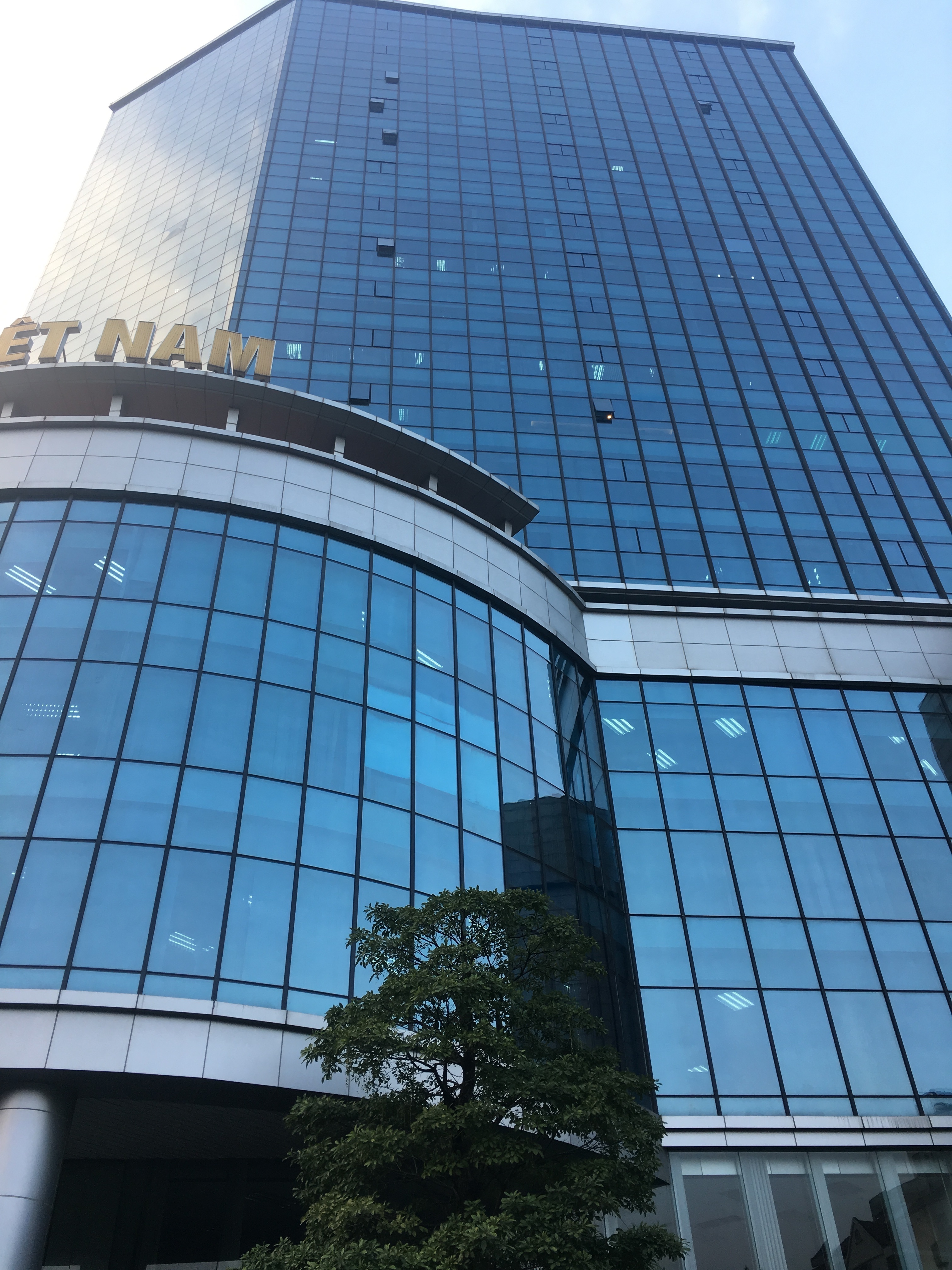

## Đặc điểm hệ vách
Do hệ vách không có cấu trúc nên nó có thể được làm bằng những vật liệu nhẹ. Mục đích là để giảm chi phí xây dựng. Khi kính được sử dụng trong các hệ vách; có một ưu điểm lớn là ánh sáng tự nhiên có thể đi sâu hơn vào trong các tòa nhà. Vách mặt tiền không chịu lực tải trọng nào của tòa nhà mà chỉ chịu tải trọng của chính nó. Hệ vách sẽ chuyển lực gió ngang tới cấu trúc xây dựng chính thông qua các kết nối ở sàn và ở cột của tòa nhà. Hệ vách được thiết kể để chống nước và gió bụi. Hệ vách có thể chống lại các ảnh hưởng gây ra bởi gió, các lực chấn động lên tòa nhà và trọng lực tải của chính nó.

## Liên kết của hệ vách
Hệ vách thường được thiết kế với các khung nhôm hợp kim (thời gian đầu nó được làm bằng thép). Khung nhôm thường được gắn khít với kính (thủy tinh). Giúp mang lại sự hoàn hảo cho kiến trúc tòa nhà cũng như lợi ích về ánh sáng tự nhiên. Tuy nhiên, các thông số liên quan đến việc kiểm soát năng lượng mặt trời gặp khó khăn. VD như nhiệt độ hay dễ chịu cho mắt khó kiểm soát hơn khi sử dụng tường kính. Các vật liệu phủ khác ngoài kính bao gồm: đá veneer, tấm kim loại, lam chắn nắng, cửa sổ và quạt thông gió.
Các hệ vách khác nhau ở các hệ mặt dựng ở điểm chúng có thể được thiết kế trải rộng nhiều tầng. Chúng ta cần xem xét đưa vào yêu cầu thiết kế các yêu tố khác. Vd: độ giãn nở nhiệt, rung lắc, dòng nước, chi phí sưởi ấm, làm mát và chiếu sáng tòa nhà.